# Draga (Škofja Loka, Slovenija)
Draga je naselje u slovenskoj Općini Škofji Loki. Draga se nalazi u pokrajini Gorenjskoj i statističkoj regiji Gorenjskoj. 

## Stanovništvo
Prema popisu stanovništva iz 2002. godine naselje je imalo 118 stanovnika.